# Boring-slagverhouding

Boring-slagverhouding bij gelijke cilinderinhoud en toerental.

De boring-slagverhouding is de verhouding tussen de boring en de slag van een zuigermotor. 
Hoewel de term "boring-slagverhouding" het meest gebruikelijk is in Noord-Amerika, Europa, Azië en Australië (bore/stroke ratio), wordt soms ook gesproken van de slag-boringverhouding (stroke/bore ratio) of kortweg de slagverhouding (stroke ratio, in Duitstalige landen gebruikelijk als Hubverhältnis). 
Hoewel de boring-slagverhouding simpel kan worden berekend door de boring te delen door de slag, wordt ze bij technische gegevens meestal weergegeven in de werkelijke grootte in millimeters. 

## Langeslagmotor, korteslagmotor en vierkante motor
Men kent motoren waarbij de slag groter is dan de boring, een langeslagmotor of de minder vaak gebruikte term ondervierkante motor. Als de slag kleiner is dan de boring spreekt men van een korteslagmotor of overvierkante motor en wanneer beide (vrijwel) gelijk zijn van een vierkante motor. 

### Langeslag motor
In de eerste jaren van het bestaan van de inwendige verbrandingsmotor was de langeslagmotor populair. Men gebruikte kop/zijklepmotoren waarbij de vulling van de cilinder tijd kostte. Daardoor moest het toerental laag blijven en het zuigeroppervlak klein om de cilinder helemaal te kunnen vullen. Rond de jaren tien van de twintigste eeuw werd het fiscaal vermogen ingevoerd: men betaalde belasting op basis van het zuigeroppervlak (lees: de boring) en het aantal cilinders. Door de slag te vergroten werd de cilinderinhoud ook groter, zonder dat dit invloed had op de verschuldigde belasting. Daar kwam nog bij dat dit een goedkopere manier was om de cilinderinhoud te vergroten. Er was weliswaar een andere krukas nodig, inclusief wat wijzigingen aan het bovencarter en/of de cilindervoet, maar cilinderkop, kleppenmechanisme en zuiger bleven gelijk. Dit principe werd nog heel lang toegepast. Toen het fiscaal vermogen in een aantal landen anders werd berekend of werd afgeschaft, hadden auto- en motorfietsfabrikanten niet altijd de middelen om nieuwe ontwerpen of zelfs mallen te maken. Ook zijklepmotoren hadden vaak een lange slag, vanwege de trage cilindervulling die hun kop/zijklep-voorgangers al hadden. Deze motoren bleven tot in de jaren vijftig populair als zijspantrekker en werden vaak alleen nog voor dat doel gebouwd, maar ook militaire opdrachtgevers als het Britse War Office hielden graag vast aan de langeslag-zijkleptechniek die hun monteurs goed kenden. Ook de Willys MB Jeep had een zijklepmotor met een vrij lange slag (79,4 x 111,1 mm). De viertaktmotor met de meest extreme boring-slagverhouding was waarschijnlijk de Lion Peugeot VX5 racevoiturette uit 1910: met een boring van 80 mm en een slag van 280 mm bedroeg de verhouding 0,28.
Bij vrachtauto's is de langeslagmotor nog steeds heel gebruikelijk omdat een dieselmotor met directe inspuiting niet veel toeren kan draaien. Bovendien levert de lange slag een groot koppel, waarbij het vermogen wordt vergroot door de toepassing van een turbocompressor. De uitvinding van de indirecte inspuiting (Ricardo plc, 1931) maakte het mogelijk hogere toerentallen te draaien, maar werd bijna uitsluitend toegepast in diesel-personenauto's. Bij scheepsdiesels, waarbij de boring en de slag meters kunnen bedragen, worden langeslagmotoren toegepast omdat ze bijna altijd traag moeten lopen. Zeker bij directe aandrijving van de scheepsschroef ontstaat het gevaar van cavitatie als de snelheden te hoog worden. Bovendien gebruiken scheepsdiesels vaak goedkope, rudimentaire brandstof met een trage verbranding.
Een andere reden om een langeslagmotor toe te passen in simpel ruimtegebrek. Zo hebben voorwielaangedreven auto's met een dwarsgeplaatste motor vaak een lange slag omdat een grote boring de motor te breed zou maken. De Kawasaki Z 1300-motorfiets had een boring van 62 mm en een slag van 71 mm om de breedte van de dwarsgeplaatste zescilinder binnen de perken te houden. De BMW K 100 had een langsgeplaatste motor met een boring van 67 mm en een slag van 70 mm om de wielbasis in te perken. Dit principe werd ook nog toegepast bij de latere K 1200 (70,5 x 75 mm).

#### Afbeeldingen

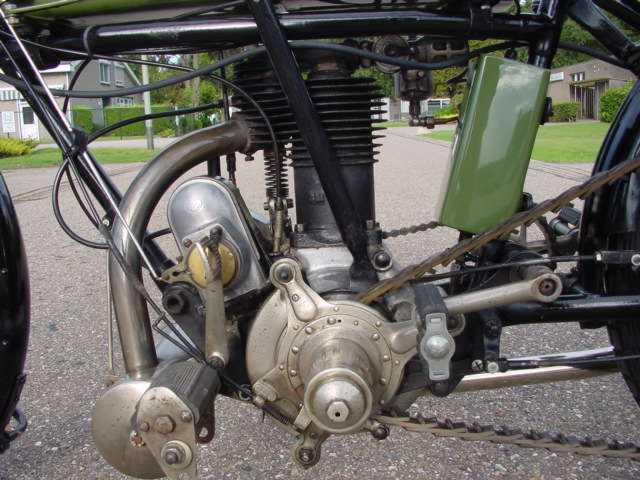
500cc-Rudge Multi uit 1921: Boring-slagverhouding=0,97 (85 en 88 mm)
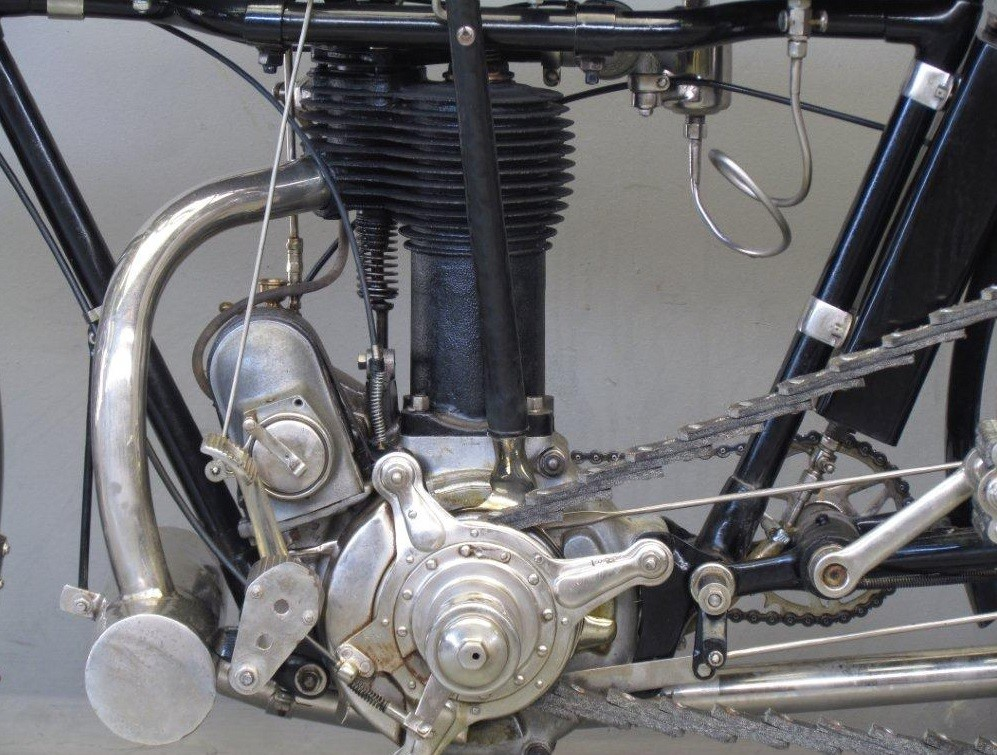
750cc-Rudge Multi uit 1921: Boring-slagverhouding=0,64 (85 en 132 mm). De slag is met 44 mm vergroot om tot 750 cc te komen. Dat was ook gelukt door de boring met 19 mm te vergroten.
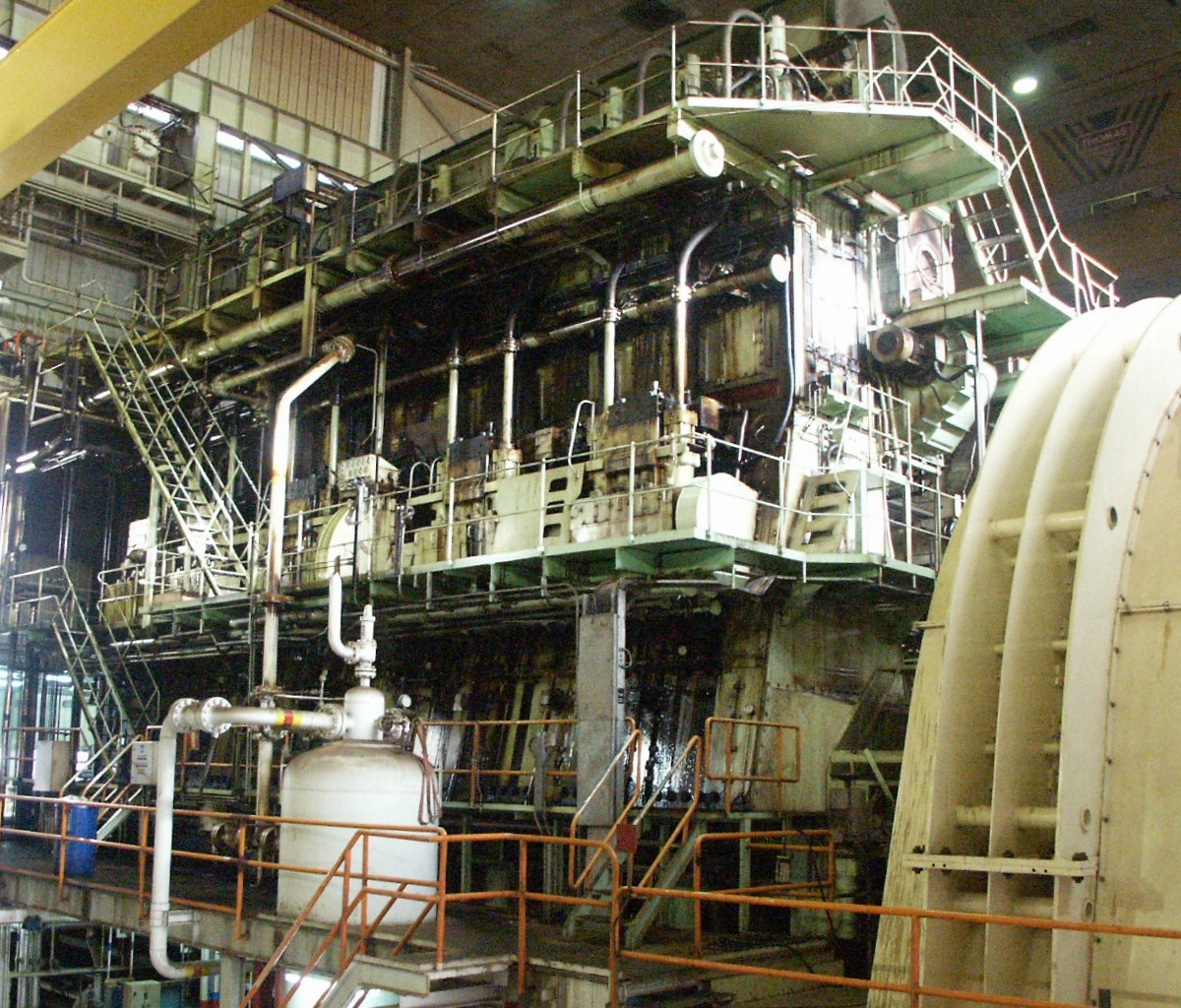
Scheepsdiesels, zoals deze van Sulzer, kunnen een slag van 3½ meter en een cilinderinhoud van 25.000 liter hebben
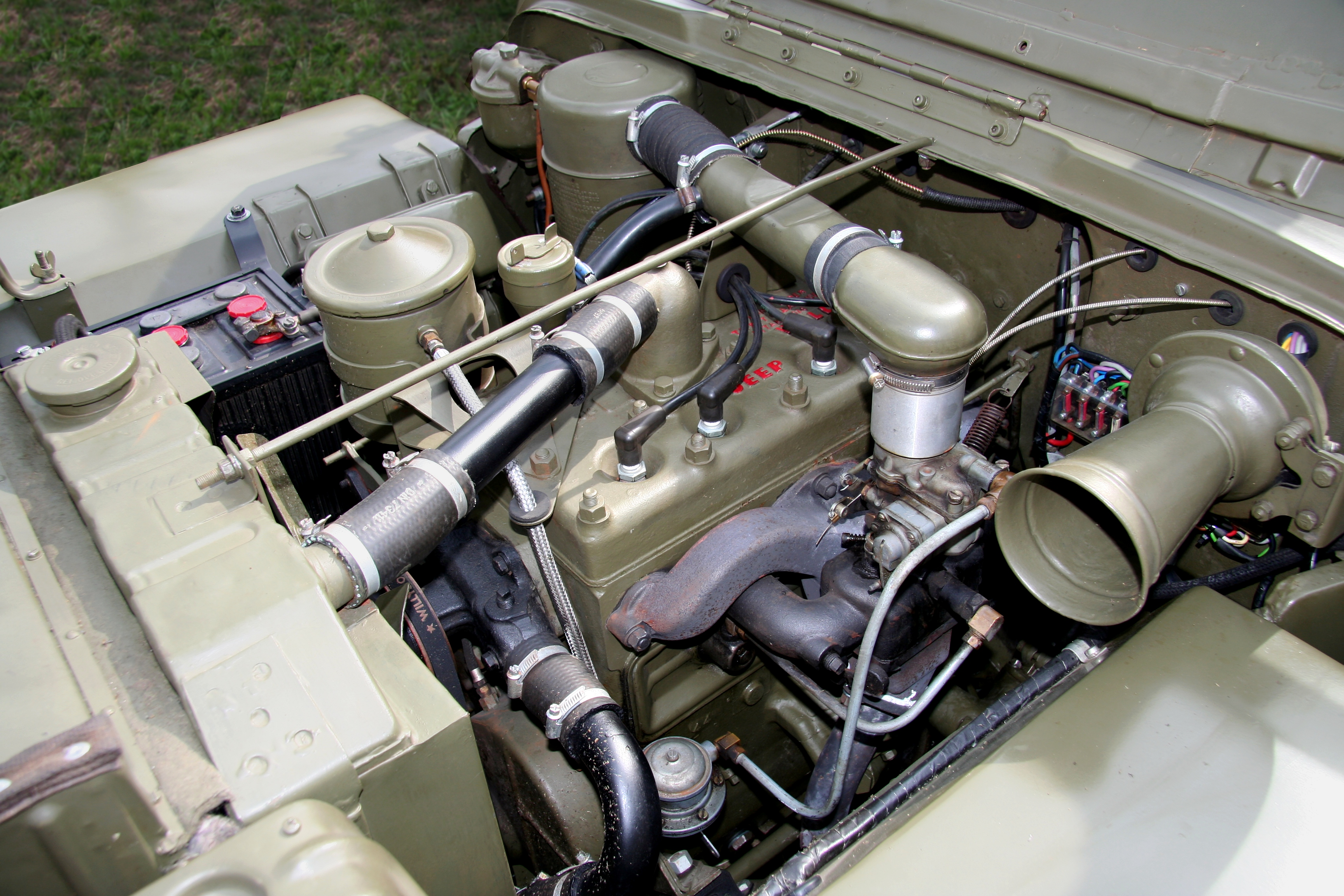
De Willys Go Devil zijklep-langeslagmotor. Bekende, betrouwbare techniek voor de Willys MB
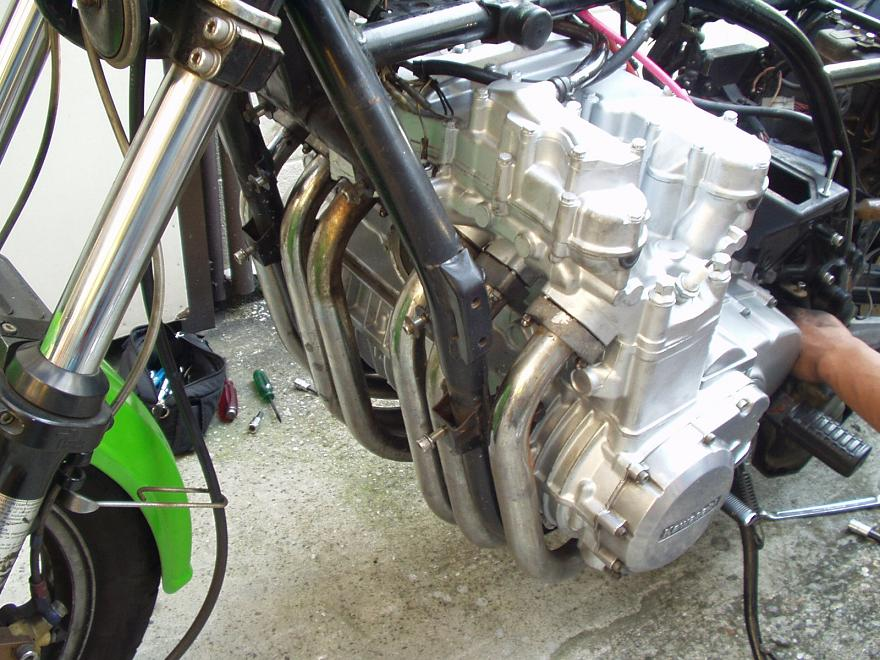
Kawasaki Z 1300: lange slag om het motorblok smal te houden
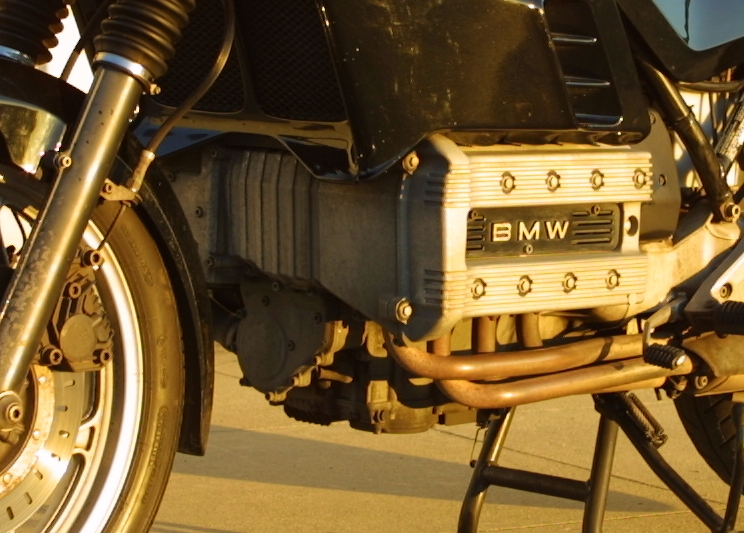
BMW K 100: lange slag om het motorblok en daarmee de wielbasis kort te houden

### Korteslag motor
Korteslagmotoren hebben als grootste voordeel het grotere zuigeroppervlak, waardoor grotere en zelfs meer kleppen kunnen worden gebruikt. Bovendien kan het toerental hoger worden zonder dat de gemiddelde zuigersnelheid groter wordt. Daardoor wordt meer vermogen geleverd. Door de lagere zuiger-topsnelheid worden de drijfstanglagers minder belast.
Voorbeeld: De Ducati 1199 Panigale had ten opzichte van zijn voorganger 1198 Testastretta Evoluzione een 6 mm grotere boring en een 7,1 mm kleinere slag. Het resulteerde in de montage van grotere kleppen, een vermogenswinst van 15 %, een iets lagere gemiddelde zuigersnelheid maar een hogere gecorrigeerde zuigersnelheid.
| Ducati                       | 1198 Testastretta Evoluzione | 1199 Panigale         |                    | Verschil |
| ---------------------------- | ---------------------------- | --------------------- | ------------------ | -------- |
| Boring                       | 106 mm                       | 112 mm                | +6 mm              |          |
| Slag                         | 67,9 mm                      | 60,8 mm               | -7,1 mm            |          |
| Inlaatkleppen                | 43,5 mm                      | 46,8 mm               | +3,3 mm            |          |
| Uitlaatkleppen               | 34,5 mm                      | 38,2 mm               | +3,7 mm            |          |
| Max. Vermogen                | 170 pk bij 9.750 tpm         | 195 pk bij 10.750 tpm | +25 pk, +1.000 tpm |          |
| Gemiddelde zuigersnelheid    | 22,07 m/sec                  | 21,79 m/sec           | -0.28 m/sec        |          |
| Gecorrigeerde zuigersnelheid | 27,58 m/sec                  | 29,57 m/sec           | +1,99 m/sec        |          |

Deze voordelen kwamen pas tot uiting toen er kopklepmotoren kwamen, die daadwerkelijk alle kleppen in de cilinderkop hadden. Het fiscaal vermogen maakte het echter een duur principe, dat aanvankelijk alleen op de dure racemotoren werd toegepast. Een van de eerste momenten waar dit bleek was op het eiland Man, tijdens de Senior TT van 1914. De meeste deelnemers hadden - hoewel met verschillende merken - korteslagmotoren. De Nortons van de gebroeders Braid met een boring van 79 mm en een slag van 100 mm finishten als 45e en 50e, anderhalf uur na winnaar Cyril Pullin (Rudge). Desondanks duurde de doorbraak van de korteslagmotor nog heel lang: in de jaren vijftig hadden de beste 500cc-racemotoren van MV Agusta en Gilera nog steeds langeslagmotoren. BMW, dat voor zijn straatmodellen vierkante motoren gebruikte, gaf de RS53 en RS54-racers ook een lange slag. 
In de meeste gevallen worden korteslagmotoren toegepast in sportwagens en sportmotoren, maar ook bij boxermotoren omdat de slaglengte daar dubbel telt. Het toerental kan echter niet onbeperkt stijgen. Uiteindelijk draait de motor zo snel, dat er te weinig tijd is voor een optimale cilindervulling. Daarom ligt het toerental waarbij het maximale vermogen wordt geleverd lager dan het absolute maximum toerental. Ook de belasting op onderdelen wordt te groot, er ontstaan smeerproblemen, er kan klepveerresonantie ontstaan en de kleppen kunnen gaan "zweven", waardoor de uitlaatkleppen kunnen verbranden.  

#### Afbeeldingen

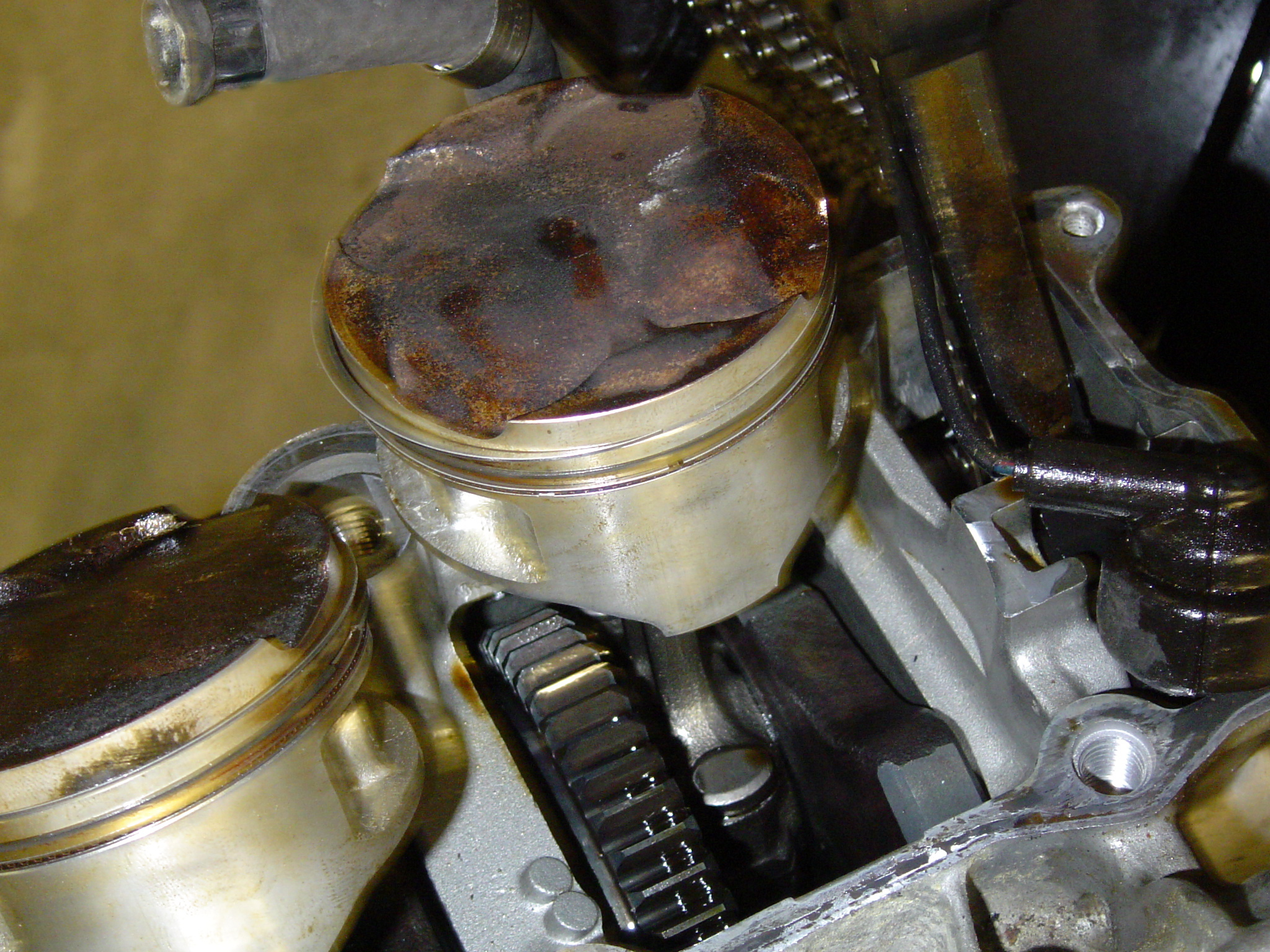
De grotere boring geeft ruimte voor extra kleppen. De uitsparingen in de zuigerbodem getuigen daarvan
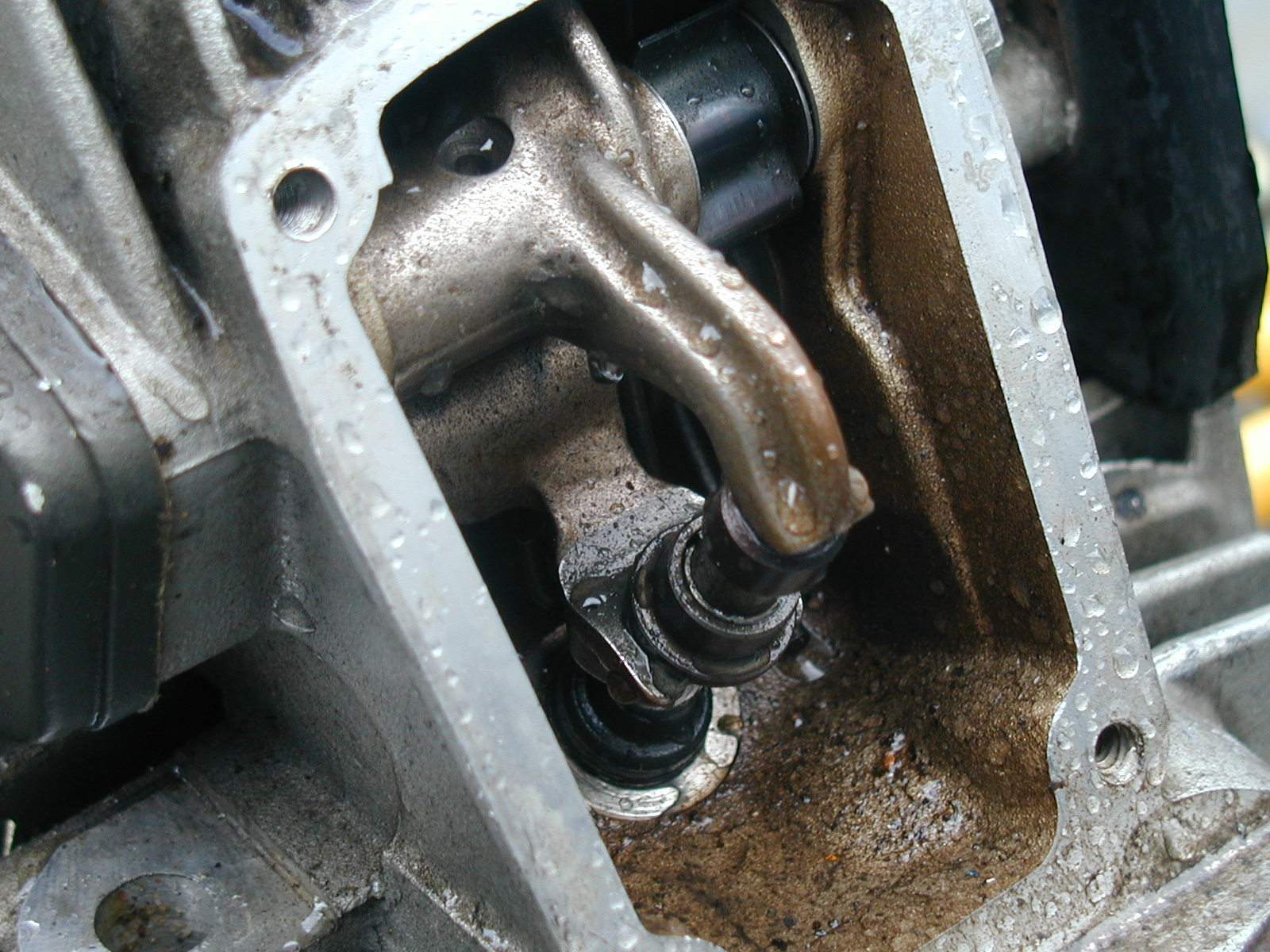
Desmodromische klepbediening werkt zonder klepveren, waardoor het maximum toerental hoger wordt.
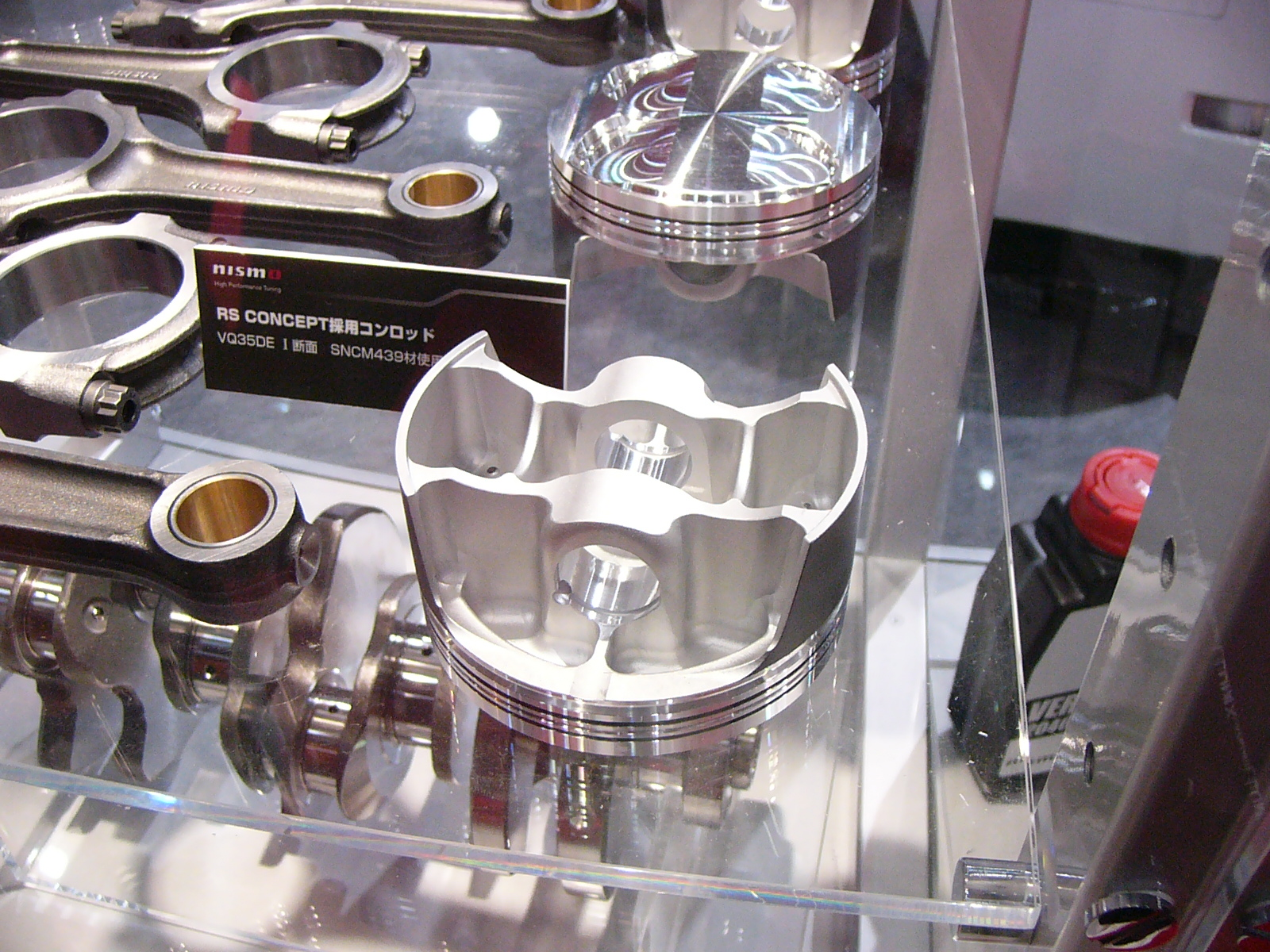
Lichtgewicht zuigers en drijfstangen verminderen de belasting bij hoge toerentallen.
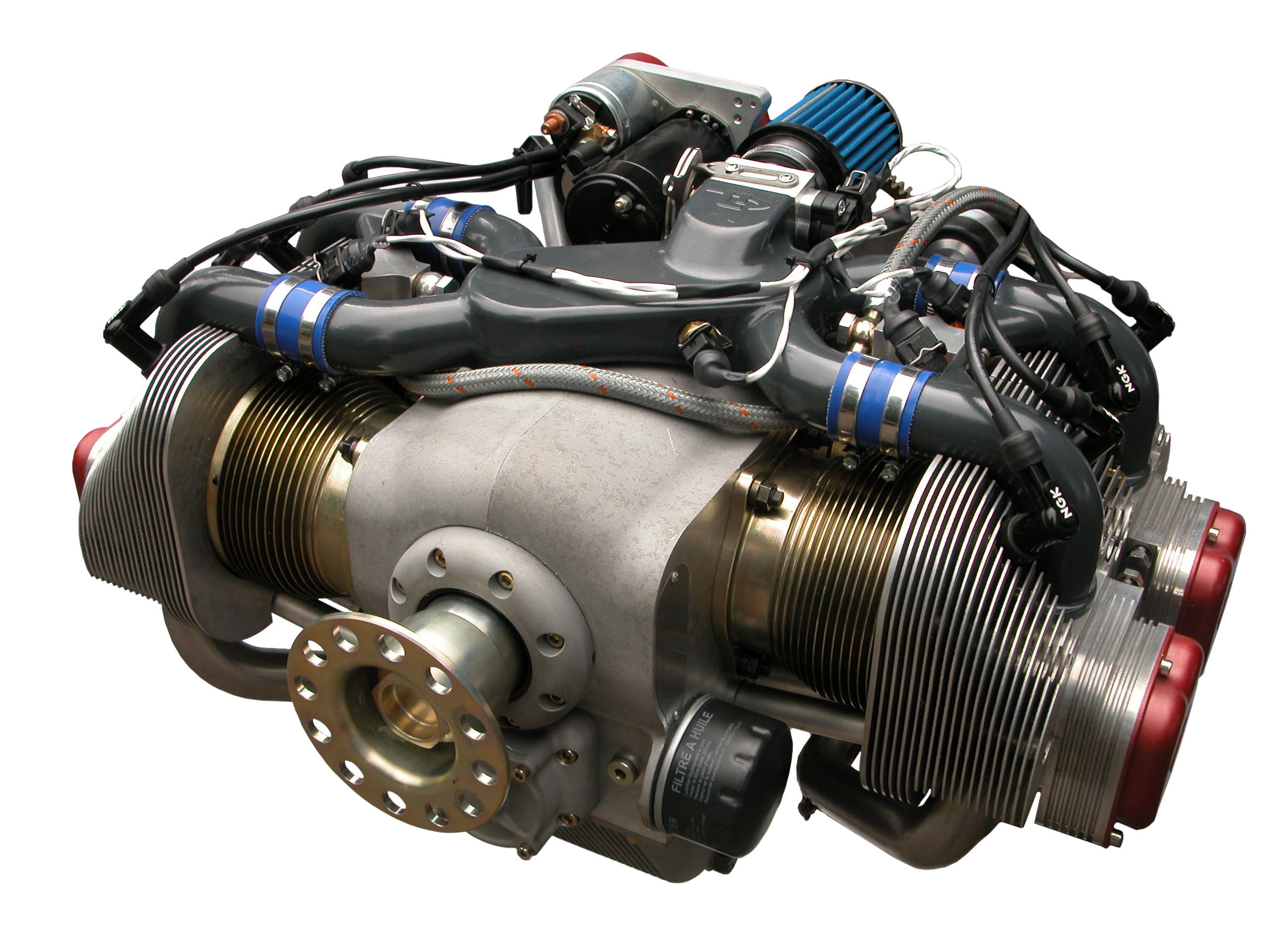
Boxermotoren hebben vaak een korte slag omdat de slaglengte verdubbeld moet worden (links + rechts)
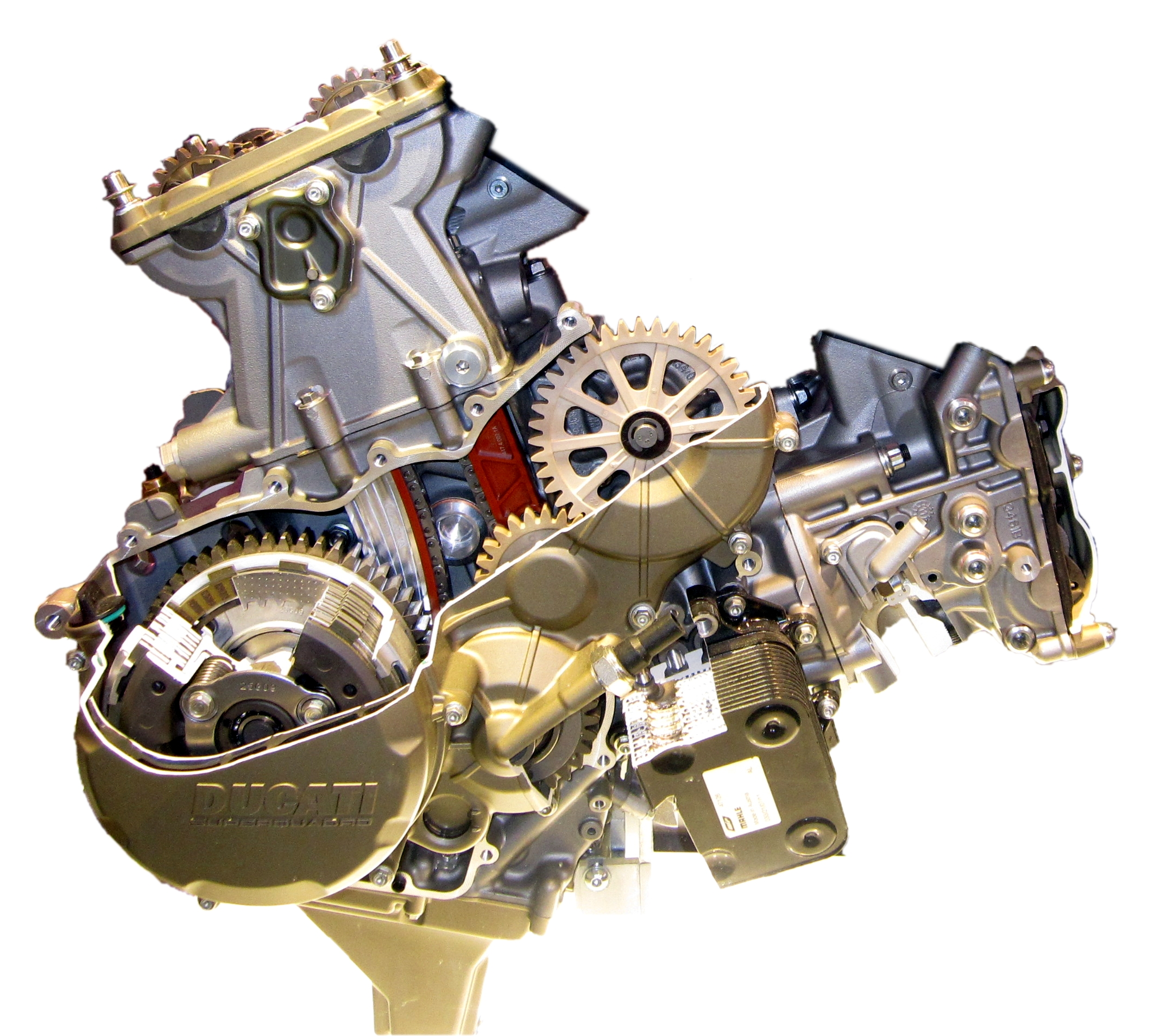
Ducati 1199 Panigale blok
De spoelpoort (kanaal rechts) is van belang voor de werking van een tweetaktmotor. Ze wordt vrijgemaakt door de zuiger. Daar moet bij de slaglengte rekening mee worden gehouden

### Vierkante motor
Bij een vierkante motor zijn boring en slag gelijk (hoewel "vrijwel gelijk" ook wel als vierkant geldt). Bij viertaktmotoren levert dit een soort "gulden middenweg" op: redelijk vermogen en redelijk koppel, maar geen van beide hoog of laag. Hoewel tweetaktbenzinemotoren lang niet altijd vierkant zijn, ontlopen de boring en de slag elkaar daar over het algemeen minder. 

## Gemiddelde en gecorrigeerde zuigersnelheid
De gemiddelde zuigersnelheid is de gemiddelde snelheid van een zuiger in een zuigermotor bij een bepaald toerental. Ze wordt berekend aan de hand van de slag en het motortoerental en houdt daarom nauw verband met de boring-slagverhouding. Het toerental van een motor wordt beperkt door de gemiddelde zuigersnelheid. Die kan niet ongelimiteerd oplopen omdat er schade zou ontstaan aan onderdelen, met name de lagers van de drijfstangen, maar ook de smering van de cilinderwand komt in het gedrang. Met de slag als belangrijke factor, betekent dit dat een langeslagmotor gemakkelijk een hoge zuigersnelheid haalt (zie de animatie bovenaan). Dit probleem zou men kunnen oplossen door de slag kleiner te maken en de boring groter. Dat heeft echter weer grotere (zwaardere) zuigers tot gevolg, maar ook de noodzaak voor sterkere lagers en drijfstangen. 
 
- Bij Low Speed diesels (scheepsmotoren en aggregaten in elektriciteitscentrales) bedraagt de gemiddelde zuigersnelheid 8 à 9 m/sec.
- Bij Medium Speed Diesels (vrachtauto's, autobussen) bedraagt de gemiddelde zuigersnelheid ca. 11 m/sec.
- Bij High Speed Diesels (personenauto's) bedraagt de gemiddelde zuigersnelheid ca. 16 m/sec.
- Bij benzinemotoren (personenauto's) bedraagt de gemiddelde zuigersnelheid 15 à 20 m/sec.
- Bij benzinemotoren (motorfietsen en sportauto's) bedraagt de gemiddelde zuigersnelheid 20 à 25 m/sec.
- Bij toepassingen in de sport, zoals het wereldkampioenschap wegrace, de Formule 1, de NASCAR Cup Series, de IndyCar Series en vooral de motorsprint en de dragrace ligt de gemiddelde zuigersnelheid vaak nog hoger dan 25 m/sec. Die motoren hebben dan ook - ondanks speciale smeerolie -  een korte levensduur.

Om de zwaardere onderdelen mee te nemen in de berekening wordt bij de gecorrigeerde zuigersnelheid de boring in de berekening opgenomen. De gemiddelde zuigersnelheid wordt vermenigvuldigd met de vierkantswortel van de boring : slag. Zo kan (zoals bij de Ducati-modellen hierboven) de gemiddelde zuigersnelheid lager worden, maar de gecorrigeerde zuigersnelheid hoger. 

### Meercilinders
Het beste middel om zowel de gemiddelde- als de gecorrigeerde zuigersnelheid omlaag te brengen is het gebruiken van meer cilinders. Bij gelijke cilinderinhoud zijn de slagvolumes kleiner en daarmee ook de boring en de slag. Een viercilinder heeft ten opzichte van een even grote eencilinder meer, maar lichtere onderdelen en kan een hoger toerental draaien.

#### Afbeeldingen

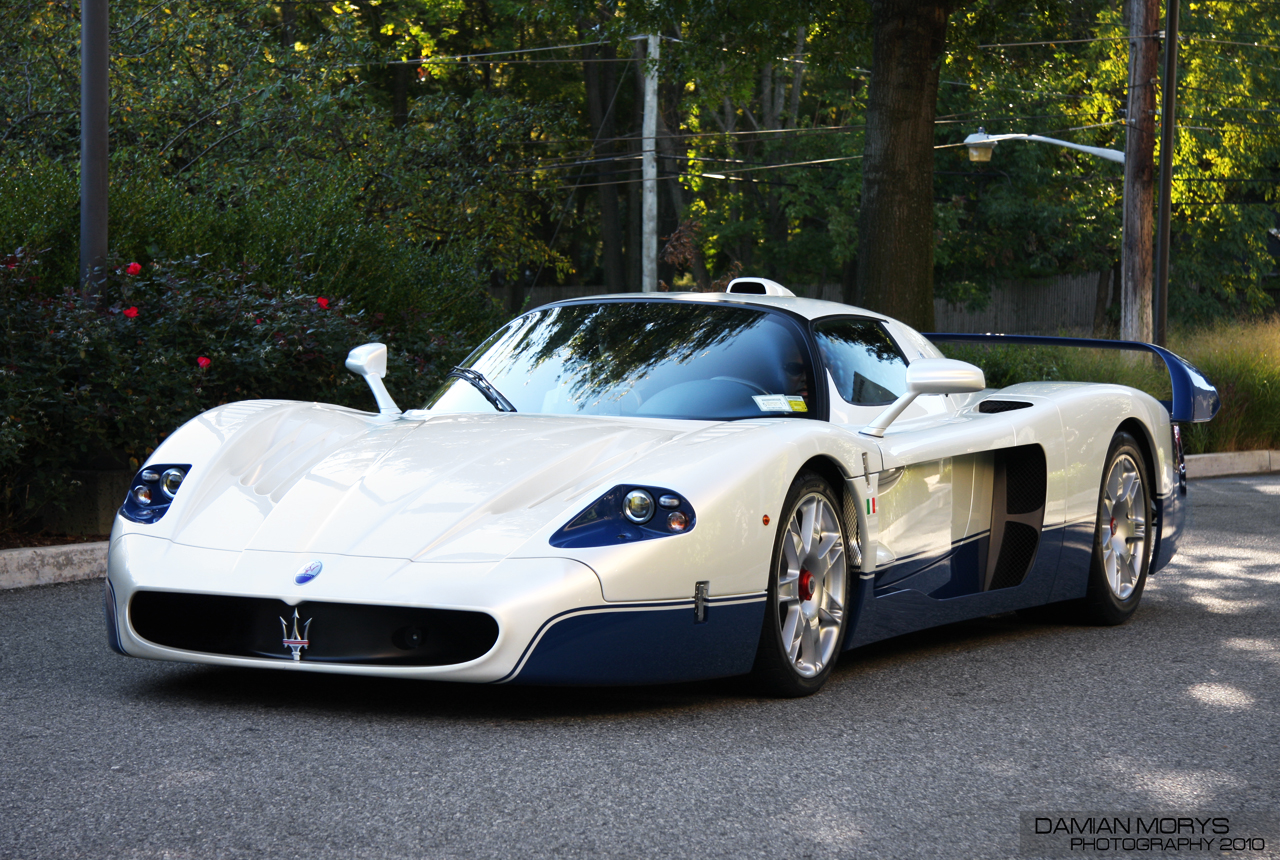
De twaalfcilinder Maserati MC12 heeft bij 7.500 tpm een gemiddelde zuigersnelheid van 18,8 m/sec en een gecorrigeerde zuigersnelheid van 20,8 m/sec
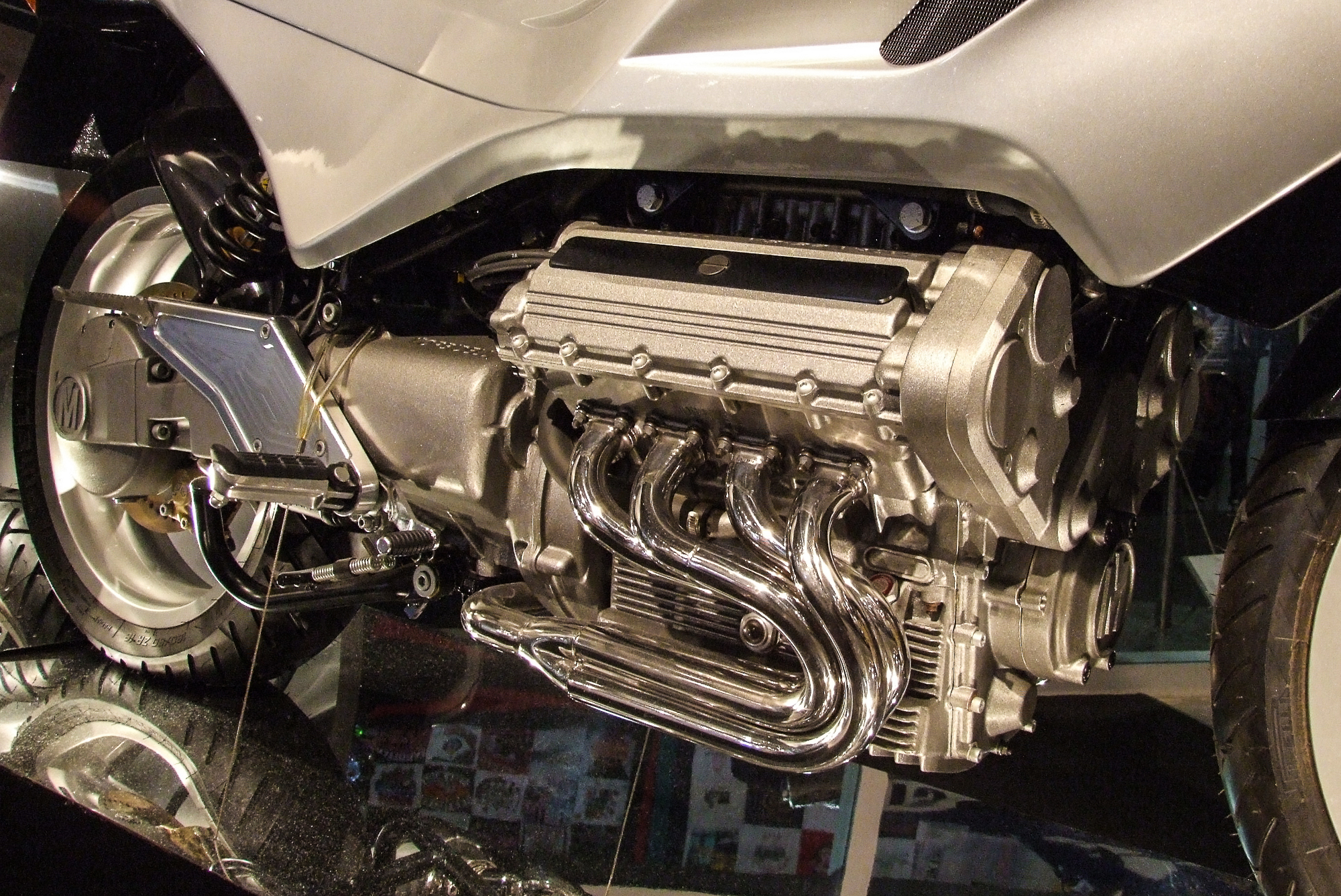
Morbidelli V8: Gemiddelde zuigersnelheid 16,35 m/sec, gecorrigeerde zuigersnelheid 20,16 m/sec

## Trivia

### Heel lang vierkant
De BMW R50/2 had in 1969 nog een boring en een slag van 68 mm. Alle 500cc-BMW's hadden deze boring-slagverhouding vanaf het eerste model, de BMW R32 uit 1923. De geschiedenis gaat echter nog verder terug, want de eerste BMW was geïnspireerd op de Britse Douglas die ingenieur Martin Stolle privé reed. De allereerste 500cc-Douglas (Model A 3½ HP) uit 1914 had dezelfde boring en slag. 